# Gath & Chaves
Gath & Chaves (nombre pronunciado comúnmente por los argentinos y chilenos como "gatichaves") fue una tienda  departamental que funcionó en el microcentro de la ciudad de Buenos Aires, Argentina. Fundada en 1883 por Lorenzo Chaves (1854-1928) y Alfredo Gath (1852-1916), pasó luego a manos inglesas y fue una de las favoritas de la clase alta porteña. En 1910 abrió una sucursal en Santiago de Chile. Gath y Chaves cerró definitivamente en 1974.
La tienda simbolizó una época de prosperidad del país y fue el lugar de reunión de la paquetería porteña. Era el momento en que Argentina comenzaba a perfilarse como “el granero del mundo”. En ese entonces la burguesía elegante miraba hacia París y Londres con el objetivo de imitar su estilo de vida.

## Historia

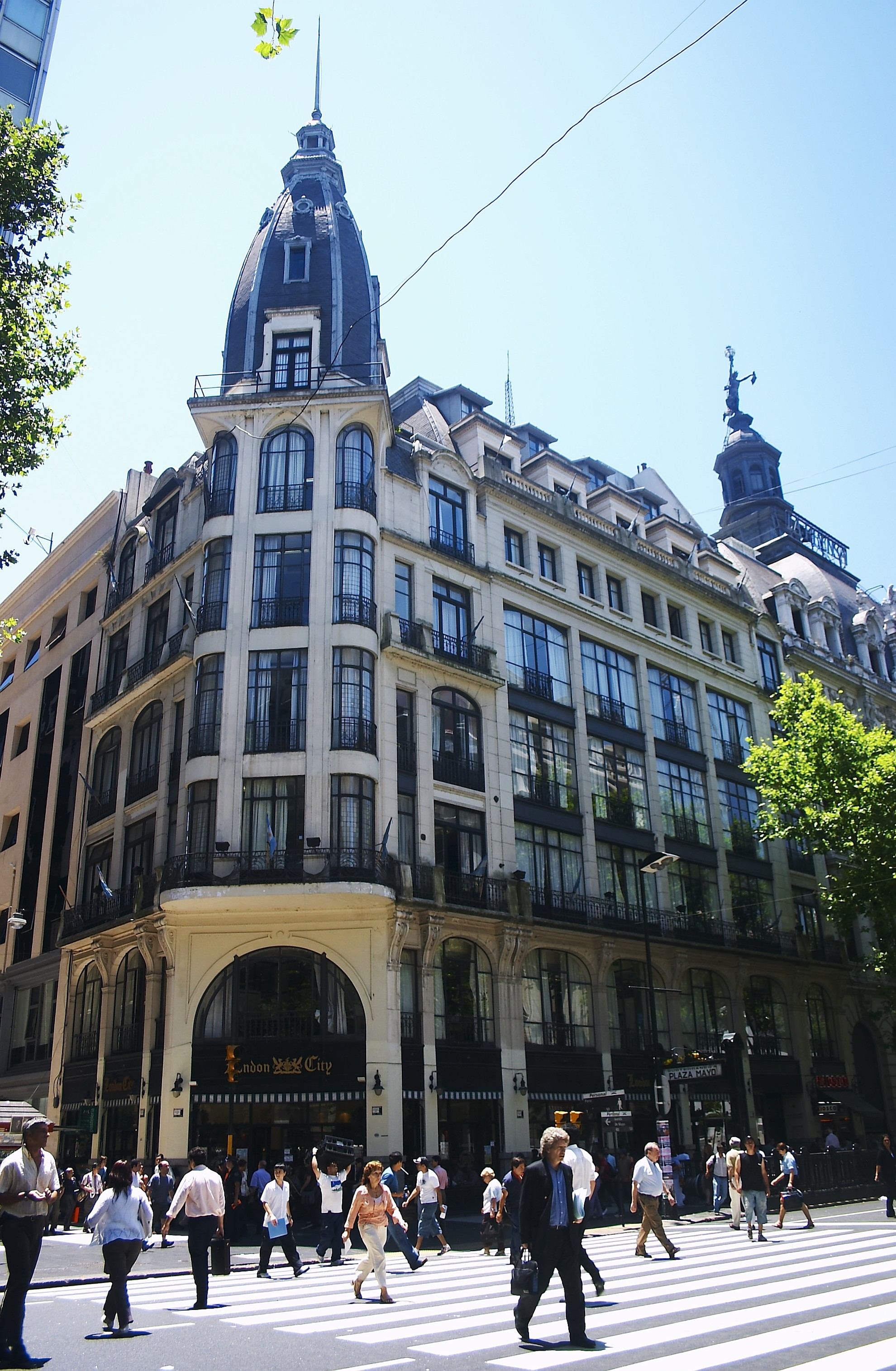
Anexo de Av. de Mayo y Perú.

En 1883, el santiagueño Lorenzo Chaves y el inglés Alfredo Gath (llegado a Buenos Aires hacía dos años) trabajaban en la Casa Burgos. El 8 de julio fundaron Gath y Chaves, su propio local dedicado a la venta de ropa de caballeros confeccionada con telas inglesas, en la actual calle San Martín 569. Dos años más tarde, el local ya se había trasladado y crecido incorporando un sector de ropa femenina.
En 1901 ya se había inaugurado el primer edificio dedicado íntegramente a alojar a Gath y Chaves, con planta baja y tres pisos altos, en el cruce de las calles Piedad (hoy Bartolomé Mitre) y Florida. La construcción, obra del arquitecto suizo Lorenzo Siegerist, aún existe —aunque sus fachadas fueron remodeladas— y actualmente aloja una sucursal del Banco Nación en la planta baja.

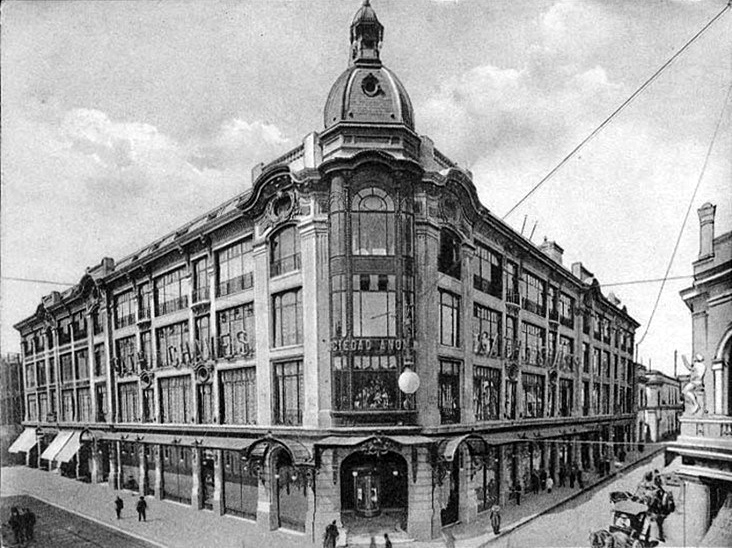
Sucursal de Gath y Chaves en Santiago de Chile

El 31 de marzo de 1908, la tienda se transforma en una Sociedad Anónima, con un capital de 6.000.000 de pesos oro. El 5 de septiembre de 1910 fue inaugurada la sucursal en Santiago de Chile. Capitales ingleses se mostraron interesados en invertir en el negocio —que ya poseía su propia fábrica de muebles, su taller de vestimentas y depósitos— y el 27 de marzo de 1912 la transformaron en The South American Stores (Gath and Chaves) Ltd., brindando a sus fundadores el 5% de las ganancias que se obtuvieran hasta el año 1918, y nombrando a Lorenzo Chaves miembro de la Junta Directiva.
El nuevo edificio de la creciente tienda se comenzó a construir en 1912, según planos del arquitecto francés Francisque Fleury Tronquoy quien, entre otras obras, estaría encargado de las modificaciones en la Catedral Basílica "Nuestra Señora de las Mercedes" en la ciudad Mercedes, provincia de Buenos Aires, un año más tarde. Este edificio tuvo dos subsuelos, planta baja y siete pisos altos y se inauguró en 1914, en la esquina sudoeste de las calles Cangallo (hoy Teniente General Perón) y Florida.

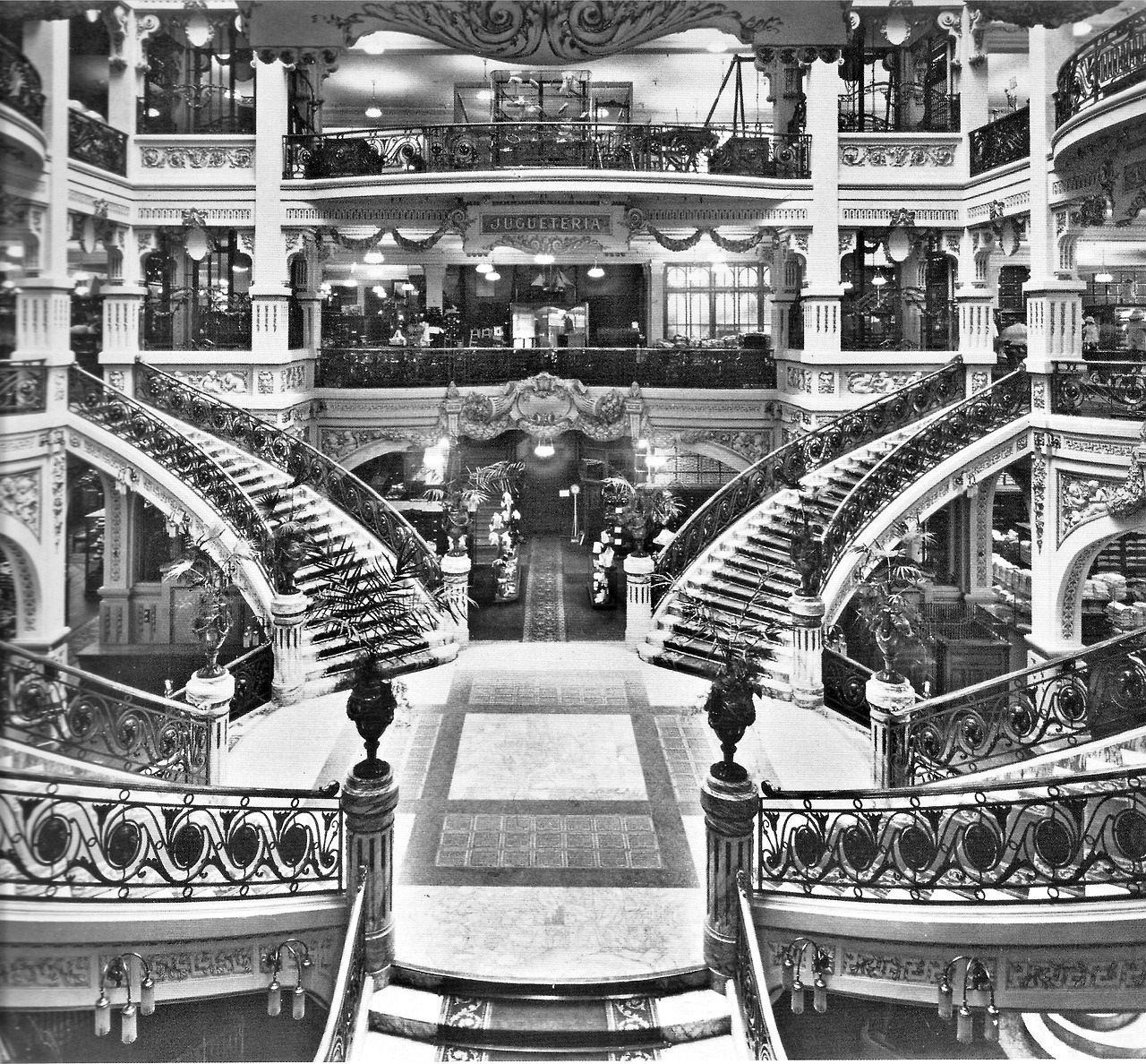
Hall del edificio anterior.

En 1922, Gath y Chaves se fusionó con Harrods de Buenos Aires. En 1925 fue inaugurado el Anexo de la tienda en la esquina opuesta de la Casa Central, cruzando la calle Cangallo. Su arquitectura era similar al del edificio de 1914, aunque carecía de la cúpula, y además fue construido un pasaje subterráneo que los conectó. Fue proyectado por los arquitectos Eustace Lauriston Conder, Roger Conder, Frances Farmer y Sydney Follet.
Otro edificio que funcionó como Anexo de ropa femenina de Gath y Chaves se alza en la esquina de la Avenida de Mayo y la calle Perú. Había sido proyectado por el arquitecto Edwin Merry a comienzos de la década de 1890, pero Salvatore Mirate fue el encargado de una remodelación total que se terminó hacia 1910.
Además, la tienda tuvo sus sucursales en importantes ciudades argentinas, como Rosario, Santa Fe, Bahía Blanca, Córdoba, Paraná, La Plata, Azul, Junín, Mar del Plata, Mendoza, Tucumán , Mercedes y Pergamino (aun en pie, con alguna reforma en su vidriera) En 1945 la firma ya contaba con 19 sucursales en todo el país.
En Chile la empresa finalizó sus operaciones a inicios de 1952, luego de una huelga de sus trabajadores ocurrida entre el 22 de diciembre de 1951 y el 31 de enero de 1952, quienes exigían mejoras salariales.
Gath y Chaves cerró en 1974. Su casa central en Cangallo (hoy Perón) y Florida fue adaptada para sucursal bancaria y oficinas, perdiendo su interior con escalinatas y galerías, en las que tuvo su sede el Banco Meridian. Actualmente aloja una tienda de ropa. El anexo contiguo ya había sido adaptado para sede bancaria del Royal Bank of Canada en 1968, pero en 2006 fue remodelado nuevamente para ser sucursal de la tienda chilena Falabella.

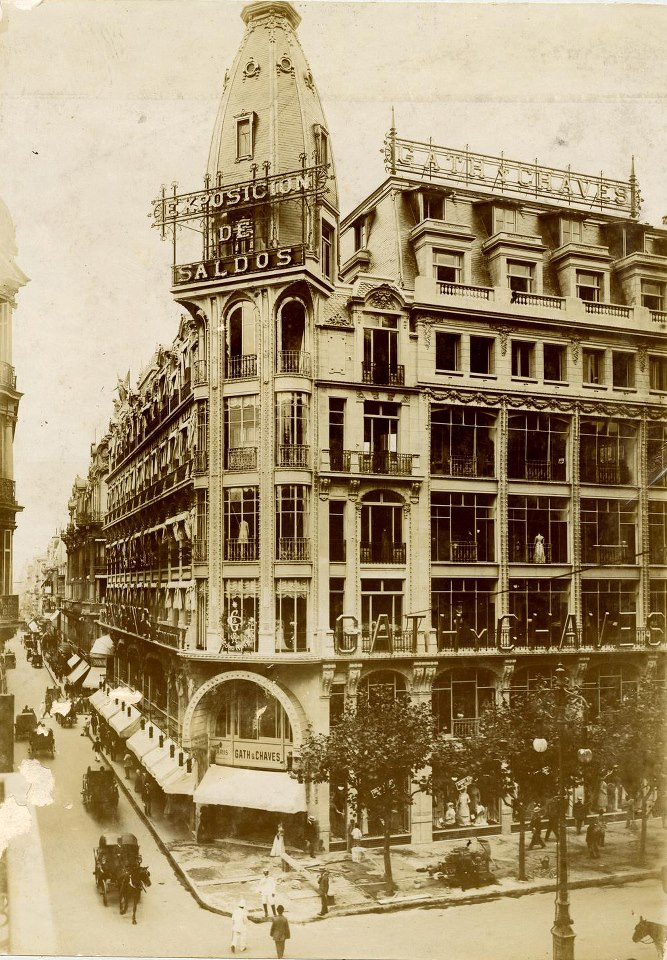
Anexo de la tienda en 1910.

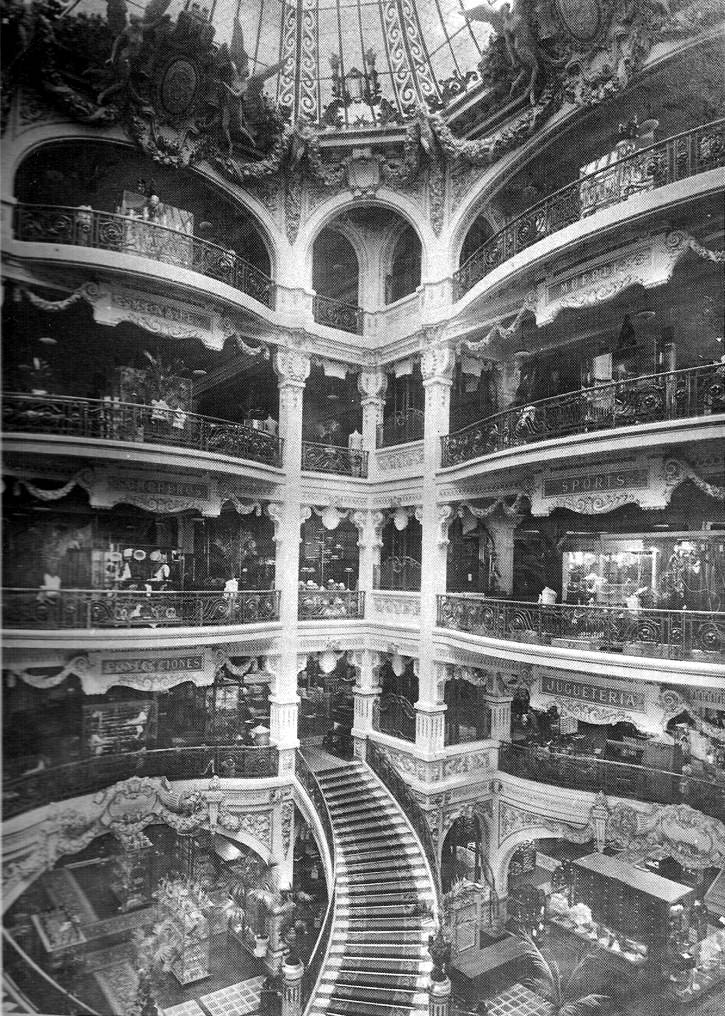
Detalle de las tiendas dentro del edificio.

En 2013, en el marco del Plan Microcentro, el Gobierno de la Ciudad comenzó la puesta en valor de la fachada y la restauración de la planta baja y la cúpula del edificio, adecuando también la cartelería de los locales comerciales a la normativa[cita requerida] del Área de Protección Histórica 51 "Catedral al Norte"

## Arquitectura de la Casa Central
Ubicada en la esquina de Florida y Perón, en el microcentro porteño, ".(..) el edificio se destaca tanto por su valor arquitectónico como por su valor urbanístico, ya que, junto con su edificio gemelo, el Anexo Gath & Chaves (ex Falabella), el Banco Popular Argentino (hoy HSBC) y el edificio del Citibank, define una situación urbana única en la ciudad. Estos cuatro edificios, emplazados cada uno en una esquina del cruce de las calles Perón y Florida, a pesar de tener estilos diferentes, dialogan armoniosamente en virtud de las características de sus plantas bajas y remates.” La arquitectura es sencilla y puntual, de columnas de acero de doble perfil H y vigas reticuladas de acero, sumamente resistente y liviana”. El empleo de acero y cristal respondió a una moderna tecnología que los arquitectos academicistas habían aprendido a aplicar. En el exterior, el despliegue de las vidrieras sobre las calles Florida y Tte. Gral Perón solo acentúa la decoración de la ochava con una marquesina que incita a penetrar en el recinto principal.
El espacio de la gran tienda fue propicio para el encuentro social, en el último piso una confitería con amplias terrazas al aire libre, permitía disfrutar de una vista soberbia de la ciudad.

## Restauración
El eje de la puesta en valor de la fachada, concluida en mayo de 2014, fue la restauración de los elementos originales y el retiro de los no originales. La intervención comprendió además la restauración de la cúpula, para lo cual se reemplazó la totalidad de las pizarras, el maderamen estructural y la aguja del coronamiento.
Se proyectó además la iluminación arquitectónica de la fachada que resalta los elementos característicos del edificio, con el fin de enfatizar la obra en su totalidad y brindarle un perfil renovado al espacio público.

## Sucursales

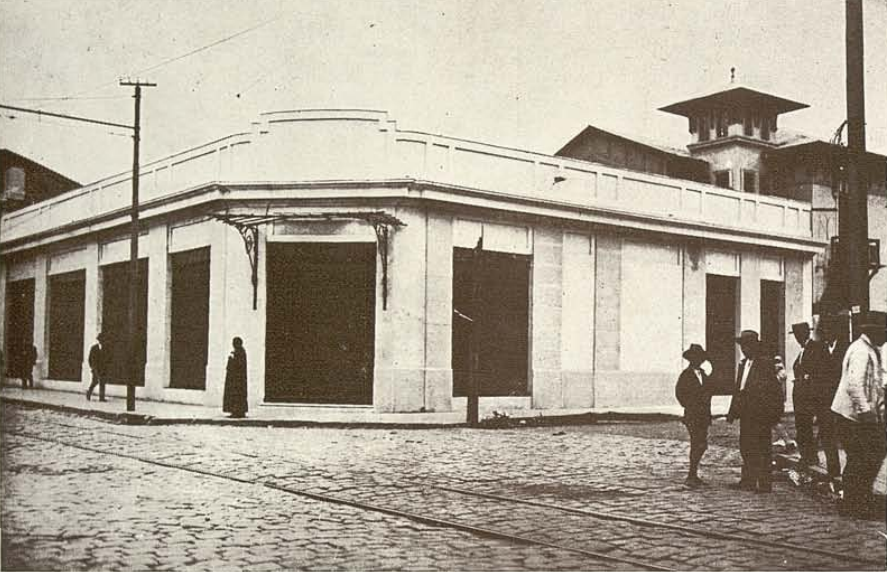
Sucursal de Gath & Chaves en Talca (1928).

Gath & Chaves era una empresa progresista que logró difundirse por todo el país, con una vasta cadena de sucursales, que alcanzó a tener en 1945, cerca de 14 sedes. Asimismo, también contaba con un establecimiento en París desde donde enviaba cada año 20 empleados entrenados.
Argentina:
1. Buenos Aires: Bahía Blanca, Azul, La Plata, Tres Arroyos, Junín y Pergamino
2. Provincia de Santa Fe: Rosario
3. Entre Ríos:  Paraná y Concordia
4. Córdoba:  Río Cuarto
5. Región de Cuyo: San Juan y Mendoza
6. Tucumán: San Miguel de Tucumán

Chile:
1. Santiago
2. Valparaíso (inaugurada en abril de 1928)
3. Talca (inaugurada en diciembre de 1928)
4. Concepción
5. Temuco (inaugurada el 15 de marzo de 1928)[16]
6. Valdivia (inaugurada en 1930)